# Зерсенай Тадесе
Зерсенай Тадесе Хабтесиласе (тигринья ዘርኢሰናይ ታደሰ; Zeresenay Tadesse; 8 февраля 1982, Ади-Бана, Эритрея, Эфиопия) — эритрейский легкоатлет, который специализируется в беге на длинные дистанции. Бронзовый призёр Олимпийских игр 2004 года и серебряный призёр чемпионата мира 2009 года на дистанции 10 000 метров. Многократный призёр и победитель чемпионатов мира по кроссу. Пятикратный чемпион мира по полумарафону в личном первенстве.
Является обладателем единственной олимпийской медали для Эритреи.

## Биография
Зерсенай Тадесе родился в деревне Ади-Бана, пригороде Мэндэфэры. Его отец, Тадесе Хабтесиласе и мать Лючиа, фермеры, владельцы самого большого числа овец и крупного рогатого скота в деревне. С малых лет Тадесе занимался выпасом скота и вспашкой земли. Также у него есть 5 братьев, 4 из которых старше его и младшая сестра. Семья была небогатая, и большую часть своего детства юный Зерсенай проходил без обуви. Ближайшая школа находилась на расстоянии четырнадцати километров от дома. В годы своего обучения он каждый день бегал в школу и обратно. Несмотря на это, его любимым видом спорта был велоспорт. Тадесе постоянно слушал по радио о соревнованиях, которые проходили в стране и мечтал участвовать в них. В 2001 году отец купил ему гоночный велосипед. Спустя некоторое время он отправился в Мэндэфэру для участия в соревнованиях. Первое время он был многообещающим спортсменом, так как обыграл нескольких известных велогонщиков. Спустя шесть недель, после начала карьеры велосипедиста он был отстранён от дальнейшего участия в соревнованиях. Дело в том, что во время одной из велогонок он вытолкнул всех своих соперников за пределы трассы. В результате этого инцидента, комитет велоспорта Мэндэфэры запретил ему участвовать в соревнованиях в этом городе. Тадесе пришлось оставить мечты о карьере велосипедиста, так как никакой другой возможности попасть на соревнования у него не было. Тем не менее, по словам самого Тадесе, велосипедный спорт оказал большое влияние для становления его как спортсмена, так и для развития физической выносливости.

## Спортивная карьера

### Ранняя карьера
В начале 2002 года, во время уроков, в класс зашёл учитель по имени Фитсум и попросил принять участие в соревнованиях по бегу за свою школу. В этот момент один из его одноклассников, который видел, что Тадесе бегает каждый день в школу, поднял руку и предложил его кандидатуру. Учитель, вопреки желаниям Тадесе, настоял на его участии. На следующий день он стал победителем 3-километрового забега. Спустя некоторое время он стал победителем районных соревнований, обыграв известного бегуна Текле Менгистиба.
Четыре месяца спустя Тадесе принял участие на соревнованиях провинции Дэбуб, которые проходили в городе Адди-Кэйих. На этот раз он бежал дистанцию 12 километров. Вместо спортивной одежды и кроссовок он надел футбольную майку и велосипедные ботинки, которые были ему большие и доставляли неудобство. Тадесе занял 2-е место, проиграв более опытному и психологически подготовленному спортсмену по имени Гайим. Два месяца спустя он участвовал на чемпионате Эритреи по кроссу. Здесь он впервые увидел самого известного бегуна страны того времени Йонаса Кифле. Тадесе занял 3-е место, вслед за Йонасом Кифле и Тесфитом Берхе.
Следующим соревнование для него стало участие в полумарафоне в Массауа, где занял 2-е место вслед за Йонасом Кифле. В результате этих достижений он вошёл в состав сборной страны для участия в чемпионате мира по кроссу в Дублине. Участие в чемпионате мира по кроссу, стало первым международным соревнованием в его карьере. Как начинающий спортсмен, он ещё ни разу не стартовал под выстрел пистолета. «Под звук пистолета бегуны рванули как пуля, а я растерялся и пропустил вперёд почти всех спортсменов. Это был опыт, который я никогда не забуду. Я очень гордился тем, что занял 30-е место в этом забеге», — позднее вспоминал Зерсенай Тадесе. Следующим крупным соревнованием было участие в чемпионате мира по полумарафону, на котором он занял 21-е место с результатом 1:03.05. Спустя 2 месяца он занял 6-е место чемпионате Африки 2002 года на дистанции 10 000 метров.
Сезон 2003 года начал с участия на чемпионате Восточной Африки по полумарафону, который прошёл 9 февраля в Массауа. Он выиграл с результатом 1:05.32. На чемпионате мира по кроссу в Лозанне он занял 9-е место. Через 3 месяца стал победителем соревнований KBC Night of Athletics в беге на 5000 метров с новым национальным рекордом — 13.11,07. 7 июня этого же года занял 6-е место на дистанции 3000 метров на соревнованиях Meeting de Atletismo Sevilla. На чемпионате мира 2003 года в Париже занял 8-е место на дистанции 5000 метров с результатом 13.05,57 — это национальный рекорд. Спортивный сезон завершил участием в чемпионате мира по полумарафону, на котором он занял 7-е место в личном первенстве, показав время 1:01.26.

### 2004—2009
В начале 2004 года Тадесе подписал контракт с испанским отделением компании Adidas. 1 февраля в составе команды CA Adidas стал обладателем кубка Европы по кроссу среди спортивных клубов. Через полтора месяца, на чемпионате мира по кроссу 2004 года, он занял 6-е место в личном первенстве, а также стал обладателем бронзовой медали в командном зачёте. Сборная Эритреи впервые в своей истории поднялась на пьедестал почёта на чемпионатах мира по кроссу. Через 2 месяца он стал серебряным призёром 10-километрового пробега Great Manchester Run с результатом 27.59. 13 июня на соревнованиях Meeting Internacional d'Athletisme de Gava стал победителем на дистанции 10 000 метров с новым национальным рекордом 27.32,61. 2 июля на соревнованиях Golden Gala занял 15-е место в беге на 5000 метров, показав результат 13.13,74. Самого большого успеха в своей карьере Тадесе добился на олимпийских играх в Афинах, где он стал первым спортсменом из Эритреи, кому удалось завоевать олимпийскую медаль. В финальном забеге на 10 000 метров, который проходил при палящем солнце и температуре окружающего воздуха выше 30 °C, он завоевал бронзовую медаль, пропустив вперёд двух эфиопских стайеров Кененису Бекеле и Силеши Сихине. Его результат 27.22,57 стал новым национальным рекордом. Также, на Олимпиаде в Афинах он принял участие в беге на 5000 метров. 25 августа по итогам предварительных забегов занял 11-е место. В финальном забеге 28 августа, финишировал на 7-м месте с результатом 13.24,31.
Сезон 2005 года начал со второй победы на чемпионате Европы по кроссу среди спортивных клубов. 20 марта на чемпионате мира по кроссу 2005 года занял 2-е место в личном первенстве. 13 мая на соревнованиях Qatar Athletic Super Grand Prix принял участие на дистанции 3000 метров, где он занял 7-е место с личным рекордом 7.39,93.

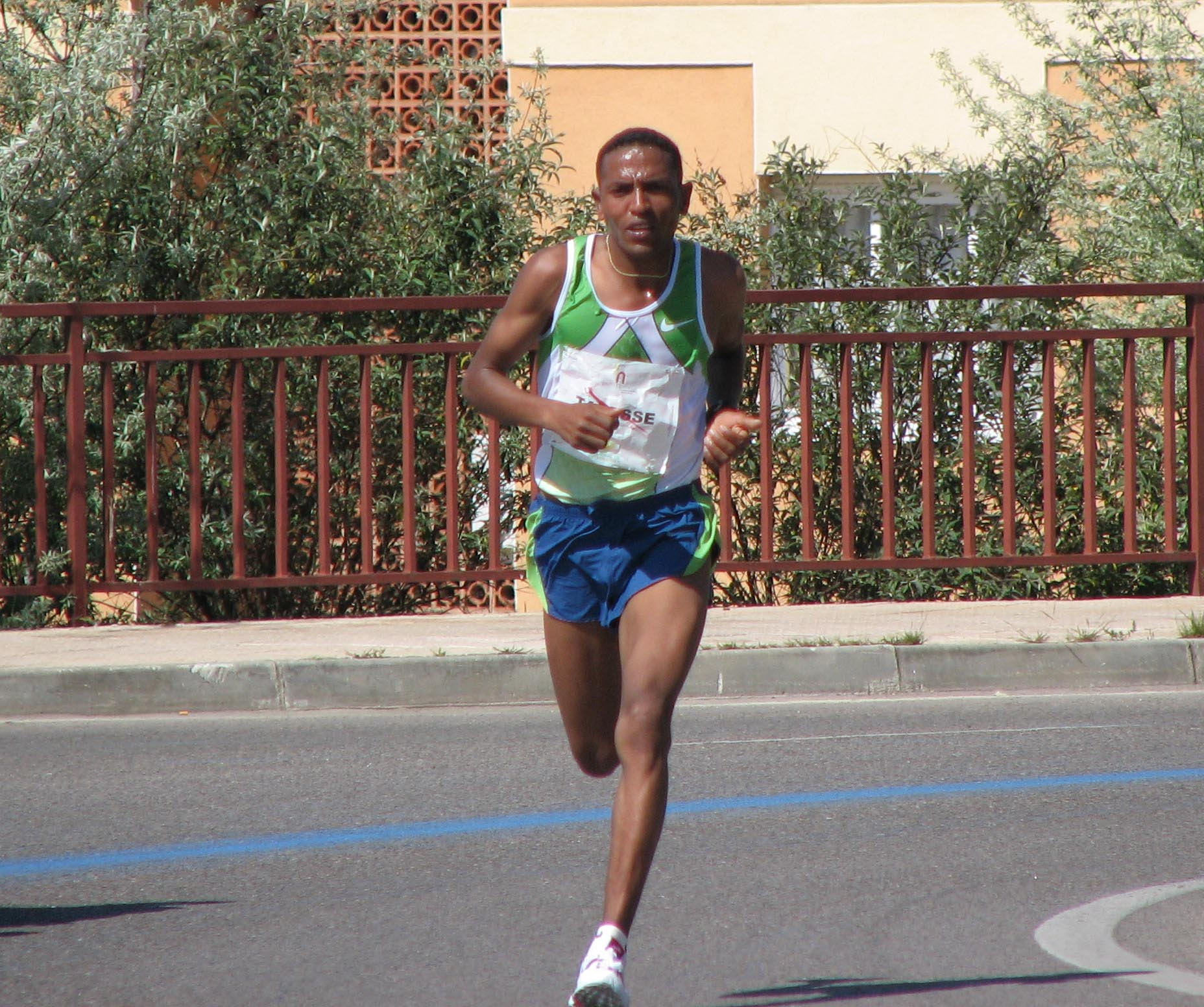
Тадесе на полумарафоне в Касересе в 2007 году

Спортивный сезон 2006 года начал с участия в чемпионате мира по кроссу, который проходил в Фукуоке. В личном первенстве он занял 4-е место, а также с партнёрами по команде выиграл серебряную медаль в командном первенстве. 21 мая он принял участие в пробеге Great Manchester Run. Всю дистанцию он бежал в плотной группе, и только за 400 метров до конца дистанции в результате финишного ускорения опередил своих соперников, включая Фабиано Нааси и Бонифация Кипропа. В итоге он победил с национальным рекордом — 27.36, а также это 2-й результат сезона в мире. 14 июля на соревнованиях Golden Gala занял 9-е место в беге на 5000 метров с результатом 12.59,27 — это время и по сей день является его личным рекордом. 25 августа этого же года Тадесе принял участие в мемориале Ван-Дама. На дистанции 10 000 метров он занял 2-е место с национальным рекордом. C этим результатом он занимает 8-е место в списке самых быстрых бегунов на этой дистанции за всю историю. Спортивный сезон завершил победой на чемпионате мира по бегу по шоссе.
2007 год начал с победы на чемпионате мира по кроссу. 19 июля стал победителем Всеафриканских игр на дистанции 10 000 метров с рекордом игр — 27.00,30, который до сих пор остаётся непревзойдённым. Принял участие на чемпионате мира в Осаке в беге на 10 000 метров. Тадесе лидировал на протяжении 8000 метров, однако не смог сохранить лидирующую позицию и финишировал на 4-м месте. Через месяц после чемпионата он выиграл 10-мильный пробег Dam tot Damloop. 14 октября он во второй раз в карьере выиграл чемпионат мира по полумарафону с результатом 58.59.
Олимпийский 2008 год Тадесе начал с кроссового пробега Great Edinburgh International Cross Country, который состоялся 12 января. На нём он занял 2-е место, уступив 1 секунду эфиопу Кененисе Бекеле. 3 февраля стал победителем ежегодного кросса Cinque Mulini, который проводится в итальянской коммуне Сан-Витторе-Олона. 30 марта стал бронзовым призёром чемпионата мира по кроссу. 18 мая принял участие в 10-километровом пробеге World 10K Bangalore. Спортсмены стартовали утром, но уже к тому времени воздух прогрелся до 25 °C. К середине дистанции он вместе с угандийцем Мозесом Кипсиро был лидером забега. Перед стадионом Сри Кантирава, на котором находится финиш пробега, Мозес Кипсиро был впереди Тадесе. В результате финишного ускорения по синтетической дорожке стадионе Тадесе удалось опередить угандийского стайера на 3 секунды и стать победителем пробега с результатом 27.51. За победу он получил денежное вознаграждение в размере 20 000 долларов США. 31 мая впервые в сезоне выступил на беговой дорожке. На соревнованиях Gran Premio Gobierno de Aragón de Atletismo в Сарагосе он занял 3-е место на дистанции 3000 метров, показав время 7.45,25. На олимпийских играх в Пекине он как и четыре года назад бежал дистанцию 10 000 метров. В финальном забеге, который состоялся 17 августа также принял участие и его родной брат Кидане Тадесе. Весь забег Тадесе держался среди лидеров, на отметке 7000 и 8000 метров он был первым, но в итоге финишировал на 5-м месте. Он всего 1 секунду проиграл бронзовому призёру кенийцу Мике Кого. Его брат финишировал на 12-м месте. 12 октября он в третий раз в своей карьере стал чемпионом мира по полумарафону. Также по итогам полумарафона он вместе с партнёрами по команде занял 2-е место в командном зачёте.
Первыми крупными соревнованиями 2009 года стал чемпионат мира по кроссу. В личном первенстве он занял 3-е место, а также с партнёрами по команде стал бронзовым призёром в командном первенстве. 26 апреля впервые в своей карьере он принял участие в марафоне, стартовав на Лондонском марафоне. Однако он сошёл с дистанции после отметки 35 километров. 27 июня он впервые за три года принимает участие в беге на 5000 метров. На соревнованиях Gran Premio de Andalucia в Малаге он победил с результатом 13.07,02. 17 августа на чемпионате мира в Берлине он выступил в беге на 10 000 метров. Тадесе захватил лидерство после отметки 5000 метров. После отметки 9000 метров он по прежнему лидировал, за ним в непосредственной близости бежал эфиоп Кенениса Бекеле. После того как остался один круг до финиша, Бекеле выходит вперёд и финиширует с рекордом чемпионатов мира, а Тадесе выигрывает серебряную медаль — 26.50,12. Эта медаль стала первой и пока единственной для сборной Эритреи, завоеванной на чемпионатах мира. Спортивный сезон завершил победой на чемпионате мира по полумарафону с результатом 59.35.

### 2010 — настоящее время
Первым стартом 2010 года был Лиссабонский полумарафон. Главной целью для организаторов полумарафона было установление мирового рекорда. Для этого организаторы изменили маршрут дистанции, сделали его более скоростным, то есть снизили до минимума перепад высот по ходу трассы. Также за установление мирового рекорда была назначена сумма в 50 000 €. Тадесе попросил организаторов соревнований предоставить ему пейсмейкеров, чтобы побить мировой рекорд. 21 марта на старт полумарафона вышло более 30 000 человек. С самого старта в лидирующие позиции вышли марокканский стайер Жуад Гариб и кенийские бегуны Мэтью Кисорио и Сэмми Китвара. В этой же группе бежал Тадесе. После 9-го километра он вышел на первое место, и никто не смог поддержать такой высокий темп. На отметке 10 км он показал результат 27.53. Отметку в 15 км он прошёл со временем 41.33 — это было всего лишь на 4 секунды хуже мирового рекорда того времени, принадлежащего Феликсу Лимо. На отметке в 20 км был показан результат 55.21 — это был новый мировой рекорд, на 27 секунд быстрее прежнего рекорда Хайле Гебреселассие — 55.48. Тадесе финишировал с новым мировым рекордом — 58.23. Таким образом он побил рекорд Самуэля Ванджиру — 58.33, который был установлен в 2007 году. В конце года он принимает участие в чемпионате мира по полумарафону. Первую половину дистанции бегуны бежали плотной группой, среди которых был Тадесе. К отметке 15 километров лидерами забега были четыре человека, это Силас Кипруто, Сэмми Китвара, Уилсон Кипроп и Зерсенай Тадесе. К 53-й минуте бега лидировал Тадесе, за ним бежал Кипроп. Исход забега решился, когда до финиша оставалось чуть более 100 метров. Кипроп сделал финишный рывок, который Тадесе не смог выдержать, и в итоге победил с результатом 1:00.07. Кенийский стайер Уилсон Кипроп прервал четырёхлетнюю гегемонию эритрейского стайера.

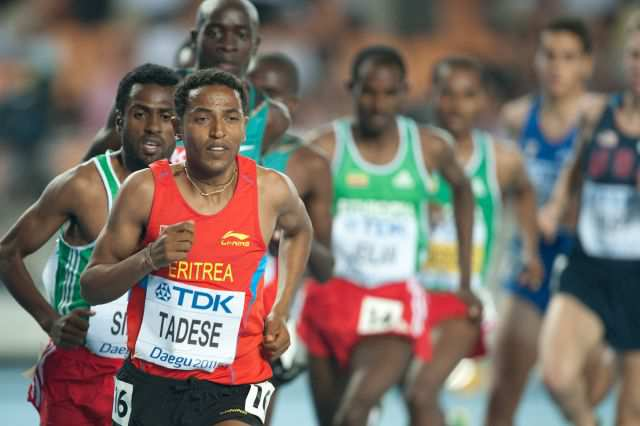
Тадесе лидирует на чемпионате мира 2011 года

Первым соревнованием 2011 года стал Лиссабонский полумарафон, который он выиграл со вторым временем за всю историю — 58.30. 3 июня занял 5-е место на соревнованиях Prefontaine Classic в беге на 10 000 метров, показав результат 26.51,09. 22 июля выиграл Míting Internacional d´Atletisme Ciutat de Barcelona на дистанции 5000 метров — 12.59,32. На чемпионате мира в Тэгу он бежал дистанцию 10 000 метров, где занял 4-е место со временем 27.22,57. 18 сентября стал победителем полумарафона Порту с рекордом трассы 59.30. Спортивный сезон завершил победой на 10-километровом пробеге São Silvestre de Luanda в Луанде, Ангола. Тадесе показал результат 27.44. За победу он получил денежный приз в размере 15 000 долларов США.
Олимпийский 2012 год начался для спортсмена с 3-го места на шоссейном 10-километровом пробеге World's Best 10K. 25 марта в 3-й раз подряд стал победителем Лиссабонского полумарафона с результатом 59.34. 22 апреля вышел на старт Лондонского марафона. Он занял 14-е место, показав время 2:10.41. На Олимпиаде в Лондоне он бежал дистанцию 10 000 метров, на которой занял 6-е место с результатом 27.33,51. На церемонии закрытия олимпийских игр был знаменосцем сборной Эритреи. 6 октября он в 5-й раз стал чемпионом мира по полумарафону в личном первенстве. Он показал результат 1:00.19. Вместе с партнёрами по команде, Тевелде Эстифаносом и Кифломом Сиумом также стал серебряным призёром в командном зачёте.
Сезон 2013 года начал с участия в пробеге World's Best 10K, на котором он занял 7-е место с результатом 29.08. Следующими соревнованиями для Тадесе стал Пражский полумарафон. Накануне соревнований организаторы пробега объявили о денежном вознаграждении в размере 100 000 евро за установление мирового рекорда. Сам же спортсмен заявил, что будет пытаться побить свой мировой рекорд. 6 апреля он стал победителем полумарафона, показав время 1:00.10. В финишном спринте ему удалось выиграть у своего соотечественника Амануэля Меселя. После финиша Тадесе рассказал, что показать хороший результат ему не позволила холодная погода — всего 4 °C выше нуля и лёгкое недомогание накануне старта. Тем не менее, по словам спортсмена он очень счастлив, что смог стать сегодня победителем. 19 мая 2013 года Тадесе выиграл полумарафон Гифу с рекордом трассы — 1:00.31.
13 октября принял участие в Чикагском марафоне, на котором сошёл после первой половины дистанции. Последним стартом 2013 года стал 10-километровый пробег São Silvestre de Luanda, который ежегодно проводится в Луанде. На нынешнем, 58-м по счёту пробеге, он занял 5-е место с результатом 28.43.
Первым международным стартом 2014 года стал чемпионат мира по полумарафону. Старт полумарафона состоялся в 12:55 по местному времени. До отметки 12 километров он бежал в плотной группе лидеров, однако затем стал постепенно отставать, а в лидеры вырвался Джеффри Кипсанг. К отметке 15 километров он проигрывал лидеру 3 секунды. В итоге на финише Тадесе занял 4-е место с результатом 59.38. Также он стал чемпионом в командном зачёте.
18 мая занял 2-е место на Полумарафоне Гифу с результатом 1:01.34. 7 сентября занял 8-е место на полумарафоне в Луанде — 1:01.45. 5 октября занял 5-е место на Португальском полумарафоне, показав результат 1:03.29.
7 февраля 2015 года стал победителем полумарафона в городе Массауа с результатом 1:01.37. 29 ноября принял участие в полумарафоне Дели, где финишировал на 3-м месте — 59.24. Этот результат стал лучшим для него за последние 4 года.
В 2016 году выступил на 3-х международных соревнованиях. 24 апреля Зерсенай стал серебряным призёром Стамбульского полумарафона, показав время 1:00.31. 27 мая выступил на этапе Бриллиантовой лиги Prefontaine Classic, где финишировал на 6-м месте с результатом 27.00,66. 16 июня, он впервые за последние 5 лет принял участие в забеге на 5000 метров. На соревнованиях  Stockholm Bauhaus Athletics занял 10-е место — 13.26,23.

## Личная жизнь
16 ноября 2008 года женился на Мерхавит Соломон. Свадьба состоялась в Асмэре. На праздновании присутствовало 2500 гостей, также свадьбу транслировали в прямом эфире на центральном телеканале Эритреи. Сейчас у них подрастает трёхлетняя дочь. Тренируется он в Эритрее и Испании. В Мадриде находится его второй дом, в котором он проживает значительную часть спортивного сезона. В настоящее время с ним сотрудничают испанские специалисты, это тренер Херонимо Браво и менеджер Хулия Гарсия Фернандес.
Является поклонником футбольного клуба «Реал Мадрид». Его кумиры это Зинедин Зидан и Криштиану Роналду.

## Награды
- Лауреат премии AIMS «World’s Fastest Time Award» 2010 года[63].

## Тактика бега
Во время прохождения полумарафона придерживается равномерного бега. Первую половину дистанции держится в лидирующей группе, а затем постепенно отрывается от неё. Как правило, соперники не выдерживают «убийственного» темпа бега. Средняя скорость бега составляет порядка 20 км/ч..
На беговой дорожке специализируется на дистанции 10 000 метров, хотя также бегал на 3000 и 5000 метров. Обладает достаточной выносливостью, чтобы показывать результаты мирового уровня. Его личный рекорд на 10 000 метров равен 26.37,25 — 10-е место в списке самых быстрых на этой дистанции за всё время. Финишный рывок не является его сильной стороной, здесь он уступает более скоростным легкоатлетам. Тем не менее, на чемпионате мира в Берлине 2009 года последний километр бега на 10 000 метров пробежал за 2.36,29.

## Программа тренировок
Процесс подготовки к соревнованиям для Тадесе состоит из тренировок на высокогорье в окрестностях Асмэры и равнинных тренировках в Мадриде. В Асмэре его наставником является тренер Аклилу Могос. Среднегодовой беговой объём составляет 165—170 километров в неделю, при этом темп бега составлял 2.50/км. При подготовке к шоссейным соревнованиям, в частности к чемпионату мира по полумарафону 2009 года объём бега увеличивался до 200 км в неделю. Также присутствуют специализированные тренировки, включающие в себя пробегание отрезков длинного спринта (600 метров) в темпе 2.30/км и отрезки средней дистанции (1000 — 3000 метров) при скорости бега 2.35/км — 2.40/км.